# Richard Pietschmann
Richard Ludwig Wilhelm Pietschmann (né le 24 septembre 1851 à Stettin, mort le 17 octobre 1923 à Göttingen) est un orientaliste, égyptologue, bibliothécaire allemand. Il est le fils du sculpteur Edouard Szczecin Pietschmann (1819-1890) et sa femme Léopoldine (1823-1879). Il se marie le 13 août 1892 avec Emilie Grüneklee (1869-1935) ; une fille est née du couple, la microbiologiste Dr Katharina Meyer.
C’est lors d’un congrès à Copenhague, que Pietschmann découvrit à la Bibliothèque royale le gros manuscrit jusqu'alors inconnu de l’auteur péruvien Felipe Guamán Poma de Ayala, El primer nueva corónica y buen gobierno qui, avec ses nombreuses illustrations, a beaucoup renouvelé nos connaissances sur la civilisation inca.